# Домбај (језеро)
Домбај (мађ. Dombay-tó) је језеро у Мађарској и налази се у жупанији Барања, југозападно од града Печварад.

## Положај
Језеро лежи југозападно од града Печварад (Pécsvárad) на падинама Зенге (682 m), највишег врха планинских брежуљака Мечек у Барањској жупанији, Мађарска.

## Историја
Језеро је настало 1960. године, а данашње име Домбај је добило 1966. године по мађарском истраживачу Јаношу Домбају. 
Ово језеро је мало туристичко излетиште а интересантне ствари за видети су стари млин, који је пруређен и сам извор Домбај, који се налази са северне стране језера и снабдева језеро са водом. 